# Eosphora aurita
Eosphora aurita is een raderdiertjessoort uit de familie Notommatidae. De wetenschappelijke naam van deze soort is voor het eerst geldig gepubliceerd in 1836 door Werneck.